# Akrosternit
Akrosternit (ang. acrosternite) – element szkieletu stawonogów, stanowiący część płytki brzusznej.
Akrosternit stanowi przednią część sternitu segmentu wtórnego, położoną przed antekostą i obejmującą poprzedzają segmentu pierwotną sklerotyzację międzysegmentalną. Zwykle ma postać wąskiego półkołnierzyka. U owadów występuje wyłącznie w sterna odwłoka.
Odpowiednikiem akrosternitu jest w przypadku płytek grzbietowych akrotergit.